# Possession (Álbum de Joywave)
Possession es el tercer álbum de estudio de la banda americana de indie rock, Joywave. Fue lanzado el 13 de marzo de 2020, a través de su propio sello musical Cultco Music y Hollywood Records.El álbum fue acompañado de cinco sencillos antes de su lanzamiento; "Blastoffff", "Like a Kennedy", "Obsession", "Blank Slate", y "Half Your Age".

## Grabación y composición
Joywave grabó su LP Possession en su estudio ubicado en Rochester, New York. Fue producido por el líder de la banda, Daniel Armbruster y mezclado por Dan Grech-Marguerat. En la grabación del álbum, la banda optó por usar samples de nuevo en sus canciones. Anteriormente, ellos habían usado varios samples de audio de películas Disney para su álbum debut, How Do You Feel Now? (2015), pero decidieron no usar ninguno para su siguiente disco, Content (2017). Para Possession, la banda utilizó samples de audio tomados del Disco de oro de las sondas Voyager, una recopilación de sonidos grabada en 1977, en el que se encontraban grabaciones de voz, y música hechas por Carl Sagan, incluidas en ambas de las Sondas espaciales Voyager con el fin de crear una imagen de la vida en la Tierra para cualquier otra forma de vida que pueda descubrir la nave espacial algún día. La portada del Disco de oro también se menciona como clara influencia para el diseño de la portada de Possession.
Con respecto a la premisa del álbum, Armbruster declaró que se centra en el concepto de control, examinándolo en un nivel social más amplio, así como a nivel personal. Él añadió que "nuestras cabezas están girando. Cada día es más loco que el anterior. Cada cosa que vemos nos está gritando, exigiendo nuestra atención. El control sobre nuestras propias vidas está constantemente bajo asedio".

## Promoción y lanzamiento
Joywave lanzó cinco singles en un lapso de 17 meses previos al anuncio del álbum. La banda eligió tener una campaña menos convencional para el álbum. Lentamente lanzaron sencillos durante un largo período de tiempo previo al lanzamiento del álbum, en lugar del sistema típico de lanzar el álbum primero y luego seguirlo con singles. Armbruster comparó su campaña de álbumes con programas de televisión en Netflix, cuyos consumidores eran capaces de verse numerosos capítulos seguidos de una tirada, con lo cual, consumirían el contenido de una vez.
El primer sencillo lanzado de Possession fue "Blastoffff",lanzado el 12 de julio de 2018. En el mismo día,fue usado en un tráiler para promocionar la quinta temporada de Fortnite. La banda no lanzó otro sencillo en 11 meses, hasta el lanzamiento de la canción "Like a Kennedy" el 21 de junio de 2019. El lanzamiento del sencillo fue acompañado por el anuncio de su nuevo disco "Possession ", así como el anuncio de sus nuevas giras "Possession Sessions". La banda lanzó su siguiente sencillo "Obsession" el 9 de agosto, el cual fue acompañado por un vídeo musical. La banda eventualmente iba sacando nuevas fechas de sus giras, así como sacó su siguiente sencillo "Blank Slate" el 1 de noviembre.
El 7 de enero de 2020, la banda anunció que su siguiente tercer álbum de estudio, Possession,sería lanzado el 13 de marzo. el anuncio fue acompañado de su último sencillo "Half Your Age". También se dio a conocer la lista de tracks del disco, así como nuevas fechas de sus giras y conciertos.

## Lista de canciones
Todas las letras escritas por Daniel Armbruster, toda la música compuesta por Joywave (Daniel Armbruster, Benjamin Bailey, Paul Brenner, Joseph Morinelli). 
| Possession |                              |          |  |
| N.º        | Título                       | Duración |  |
| 1.         | «Like a Kennedy»             | 4:08     |  |
| 2.         | «Coming Apart»               | 2:57     |  |
| 3.         | «Half Your Age»              | 3:29     |  |
| 4.         | «Obsession»                  | 3:06     |  |
| 5.         | «Blank Slate»                | 2:58     |  |
| 6.         | «F.E.A.R.»                   | 3:01     |  |
| 7.         | «Funny Thing About Opinions» | 3:13     |  |
| 8.         | «Who Owns Who?»              | 2:36     |  |
| 9.         | «Blastoffff»                 | 3:16     |  |
| 10.        | «Possession»                 | 3:19     |  |
| 11.        | «No Shoulder»                | 4:10     |  |
| 12.        | «Mr. Eastman»                | 4:05     |  |

## Personal
Joywave
- Daniel Armbruster – voz, guitarra eléctrica, guitarra acústica, bajo, piano, teclados, flauta, agitador.
- Benjamin Bailey – piano, guitarra eléctrica, guitarra acústica, teclados, órgano, theremin, grabadora.
- Paul Brenner – batería
- Joseph Morinelli –guitarra eléctrica, bajo, guitarra acústica.

Músicos adicionales
- Jesse Blum – trompeta (pista 12)
- Sameer Gadhia –segundas voces (pista 2)

Personal técnico 
- Daniel Armbruster – productor, ingeniero de sonido
- Dan Grech-Marguerat – mezclas, programación
- John Hill – coproductor (pista 2)
- Joe LaPorta –masterizado
- Blake Mares – ingeniero de sonido
- Evyn Morgan – arte, diseño, fotografías.